# Querfurt (Adelsgeschlecht)

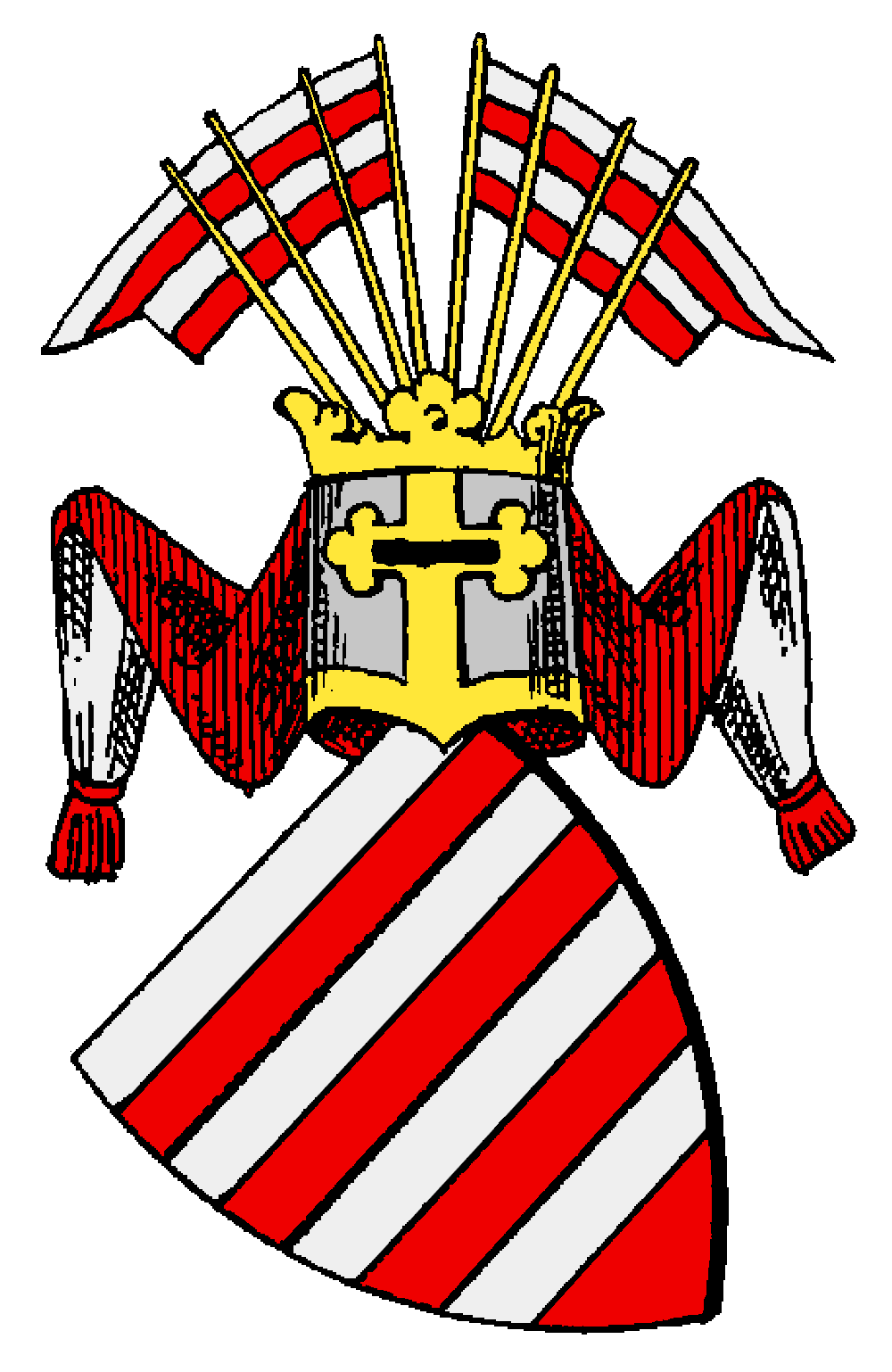
Stammwappen derer von Querfurt

Die Herren von Querfurt waren ein edelfreies, im Jahr 1496 erloschenes Adelsgeschlecht, das sich nach der Burg Querfurt (Saalekreis) nannte.

## Geschichte
Erster beurkundeter Vertreter des Edelfreien Geschlechtes war Bruno von Querfurt (* um 974; † 1009). Die Edlen Herren von Querfurt waren über Jahrhunderte auch Burggrafen von Magdeburg, zum Beispiel 1234 Burchardus Burcgravius de Querenvorde. Die Grafen von Mansfeld, die Edlen von Schraplau und die Edlen von Vitzenburg entstammen diesem Geschlecht. Die Querfurter Hauptlinie erlosch mit dem Tode Brunos XI. im Jahr 1496. Ihr Territorium bildete nach dem Tod das magdeburgische Amt Querfurt.
Das alte Adelsgeschlecht ist nicht zu verwechseln mit der am 22. Mai 1813 zu Dresden mit dem Prädikat „Edler von“ in den königlich sächsischen Adelsstand erhobenen Familie Querfurth. Diese stammt aus Tanne im Harz. Der Stammvater des Geschlechts, Konrad Querfurth aus Tanne, welcher 1817 verstarb, war Bürgermeister von Annaberg im Erzgebirge.

## Wappen

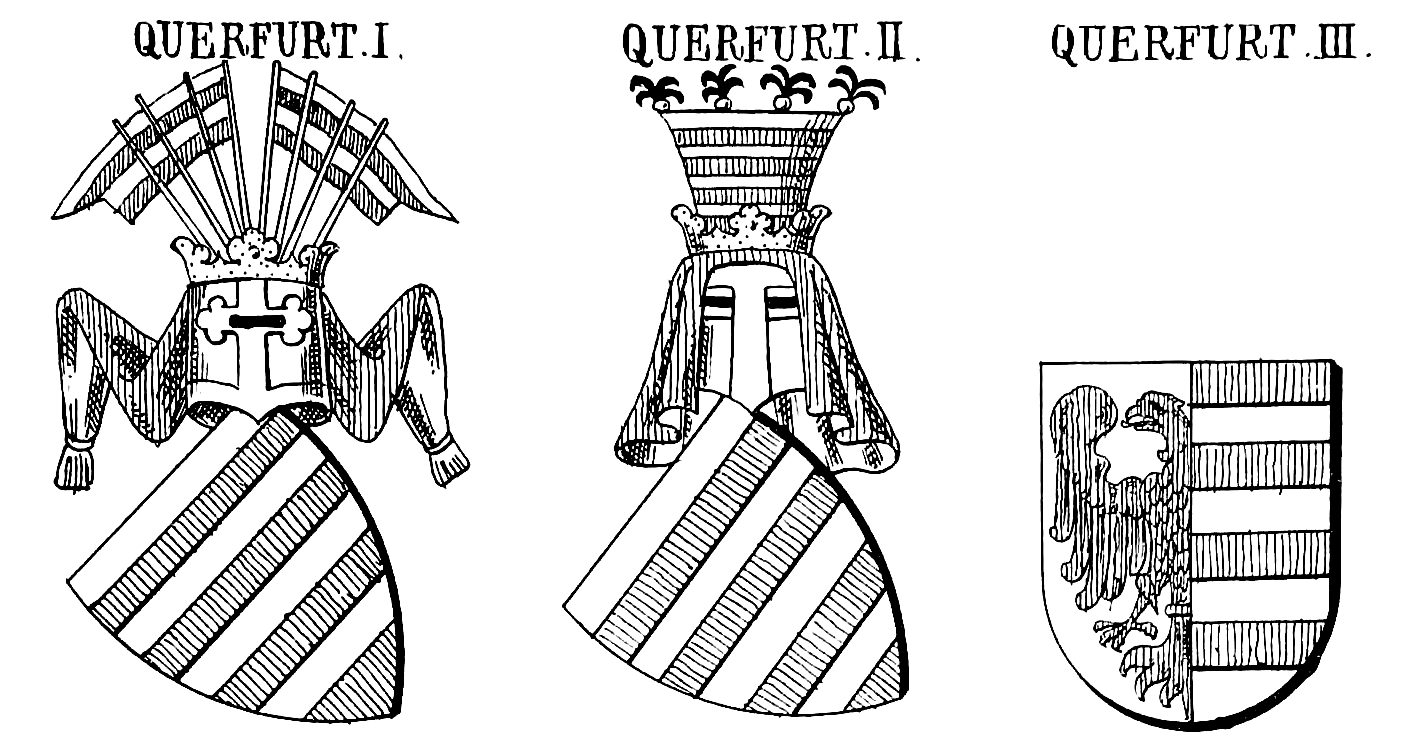
Wappen derer von Querfurt

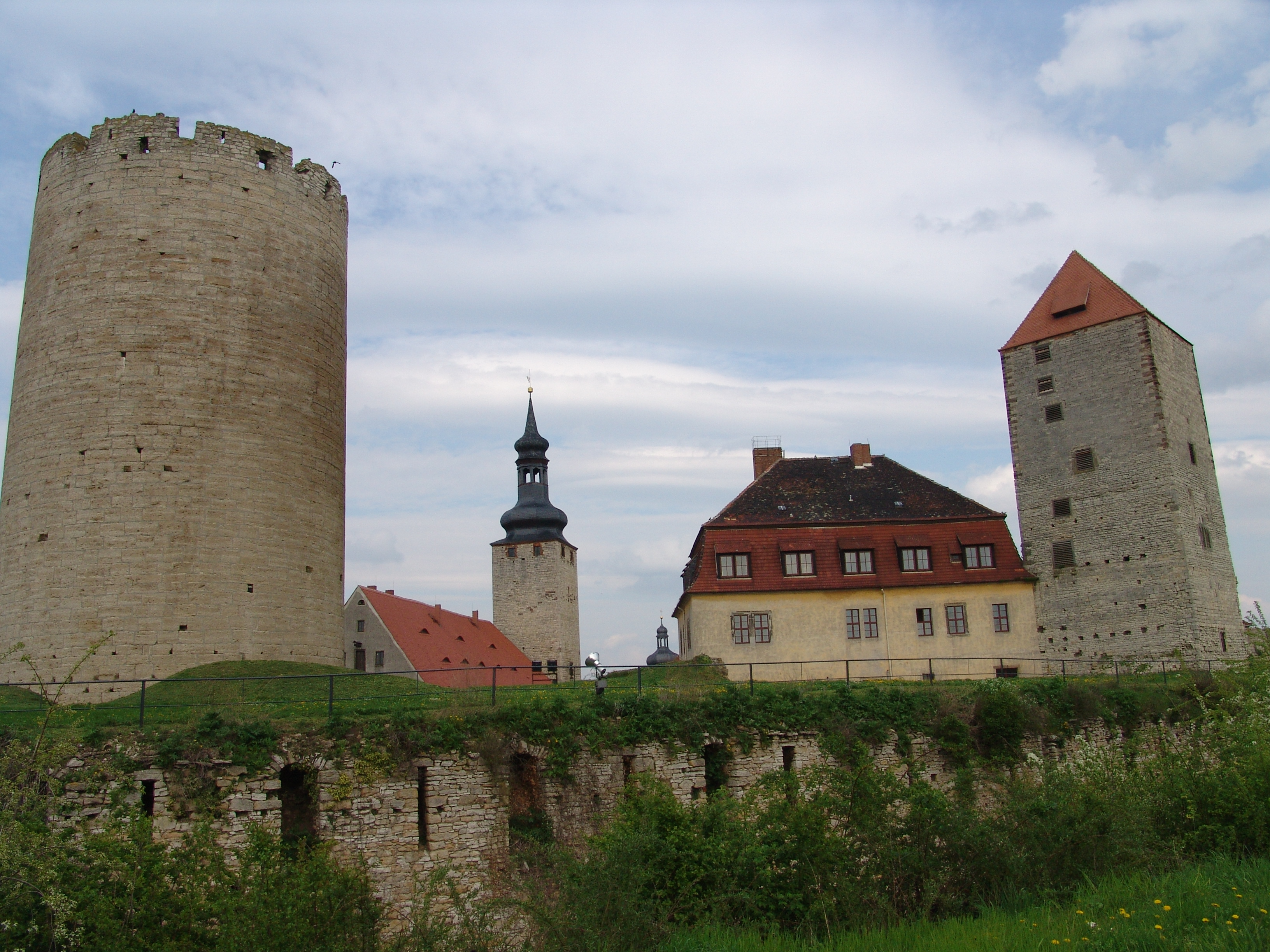
Burg Querfurt

- Das Stammwappen ist siebenmal von Silber und Rot geteilt. Auf dem gekrönten Helm mit rot-silbernen Decken an goldenen Stangen acht wie der Schild bezeichnete Fähnlein, je vier nach rechts und links flatternd.[2]
- Später wurde ein anderer Helmschmuck geführt: Auf dem gekrönten Helm ein napfförmiges, wie der Schild bezeichnetes Schirmbrett, oben mit Büscheln schwarzer Hahnenfedern besteckt.
- Das im 13. und 14. Jahrhundert geführte Wappen der Querfurter Burggrafen von Magdeburg ist gespalten und zeigt rechts in Silber an der Spaltlinie einen halben roten Adler, links von Silber und Rot siebenmal geteilt. Helm mit den acht Fahnen.
- Wappen der Grafen von Querfurt-Mansfeld: geviert, Felder 1 und 4 siebenmal von Silber und Rot quer geteilt (Querfurt), Felder 2 und 3 auf Silber 6 rote Rauten (Mansfeld)

## Persönlichkeiten
- Bruno von Querfurt (* um 974; † 1009), deutscher Erzbischof und Missionar und der zweite christliche Apostel und Märtyrer bei den heidnischen Prußen
- Konrad von Querfurt († 1142), Erzbischof von Magdeburg (1134–1142)
- Konrad von Querfurt († 1202), Bischof von Hildesheim (1194–1199) und Bischof von Würzburg (1198–1202)
- Siegfried II. von Querfurt, Bischof von Hildesheim (1279–1310)
- Gebhard XIV. von Querfurt, Burgherr von Querfurt (1356–83)